# Greed (album Swans)
Greed – trzeci album studyjny amerykańskiego zespołu Swans, wydany w 1986 przez K.422. W następnym roku w tej samej wytwórni ukazała się wersja CD zawierająca dodatkowo wszystkie utwory z singla Time Is Money (Bastard).
Pod względem muzycznym Greed stanowił pewien zwrot w twórczości grupy ze względu na odchodzenie od estetyki noise rocka. Dołączenie do składu Jarboe spowodowało wzbogacenie instrumentarium oraz urozmaicenie stylu, m.in. poprzez zwiększenie roli samplingu. Muzykę na płycie skomponowali wszyscy członkowie zespołu, teksty napisał Michael Gira.

## Lista utworów
Wersja LP:
| Nr | Tytuł utworu       | Długość |
| -- | ------------------ | ------- |
| 1. | „Fool”             | 5:23    |
| 2. | „Anything for You” | 4:32    |
| 3. | „Nobody”           | 4:49    |
| 4. | „Stupid Child”     | 5:19    |
| 5. | „Greed”            | 6:17    |
| 6. | „Heaven”           | 4:54    |
| 7. | „Money Is Flesh”   | 6:20    |
|    |                    | 37:34   |

Dodatkowe utwory (z singla Time Is Money (Bastard)) w wersji CD:
| Nr | Tytuł utworu                    | Długość |
| -- | ------------------------------- | ------- |
| 1. | „Time Is Money (Bastard)”       | 5:40    |
| 2. | „Sealed in Skin”                | 6:09    |
| 3. | „Time Is Money (Bastard)” (Mix) | 7:06    |
|    |                                 | 18:55   |

## Twórcy
- Michael Gira – śpiew, gitara basowa, taśmy, sample
- Jarboe – śpiew, instrumenty klawiszowe
- Norman Westberg – gitara elektryczna
- Harry Crosby – gitara basowa
- Ronaldo Gonzalez – perkusja, fortepian
- Ivan Nahem – perkusja

## Reedycje
W latach 90. (po rozpoczęciu wydawania reedycji nagrań Swans przez Young God Records) album Greed nie został wznowiony w oryginalnej wersji. Większość utworów z płyty weszła jednak w skład kompilacji Greed / Holy Money z 1992 (i jej późniejszych dwupłytowych wydań z 1999, 2005 i 2010 razem z albumem Cop / Young God).